# استراحت (کار)
استراحت در محل کار (یا استراحت کاری) دوره زمانی در طول یک شیفت است که در آن یک کارمند مجاز است از کار خود مرخصی بگیرد. این یک نوع از کار افتادگی است. وقفه‌های استراحت انواع مختلفی دارند و بسته به مدت زمان و سیاست‌های کارفرما، ممکن است وقفه باحقوق یا بدون حقوق باشند.
زمان استراحت غذا، استراحت چای، استراحت قهوه، استراحت ناهار یا دود معمولاً بین ده دقیقه تا یک ساعت است. هدف آنها این است که به کارمند اجازه دهند یک وعده غذایی منظم در طول روز کاری داشته باشند. برای یک کار معمولی در روز، این زمان برای ناهار است، اما ممکن است برای کسانی که ساعات کاری دیگر دارند، متفاوت باشد. استراحت‌های ناهار باعث می‌شود انرژی کارمند بازیابی شود. غیرمعمول نیست که این وقفه استراحت بدون حقوق باشد و کل روز کاری از ابتدا تا انتهای آن، بیشتر از ساعاتی باشد که برای آن حقوق پرداخت می‌شود تا این زمان وقفه استراحت را در خود جای دهد.

## استراحت قهوه

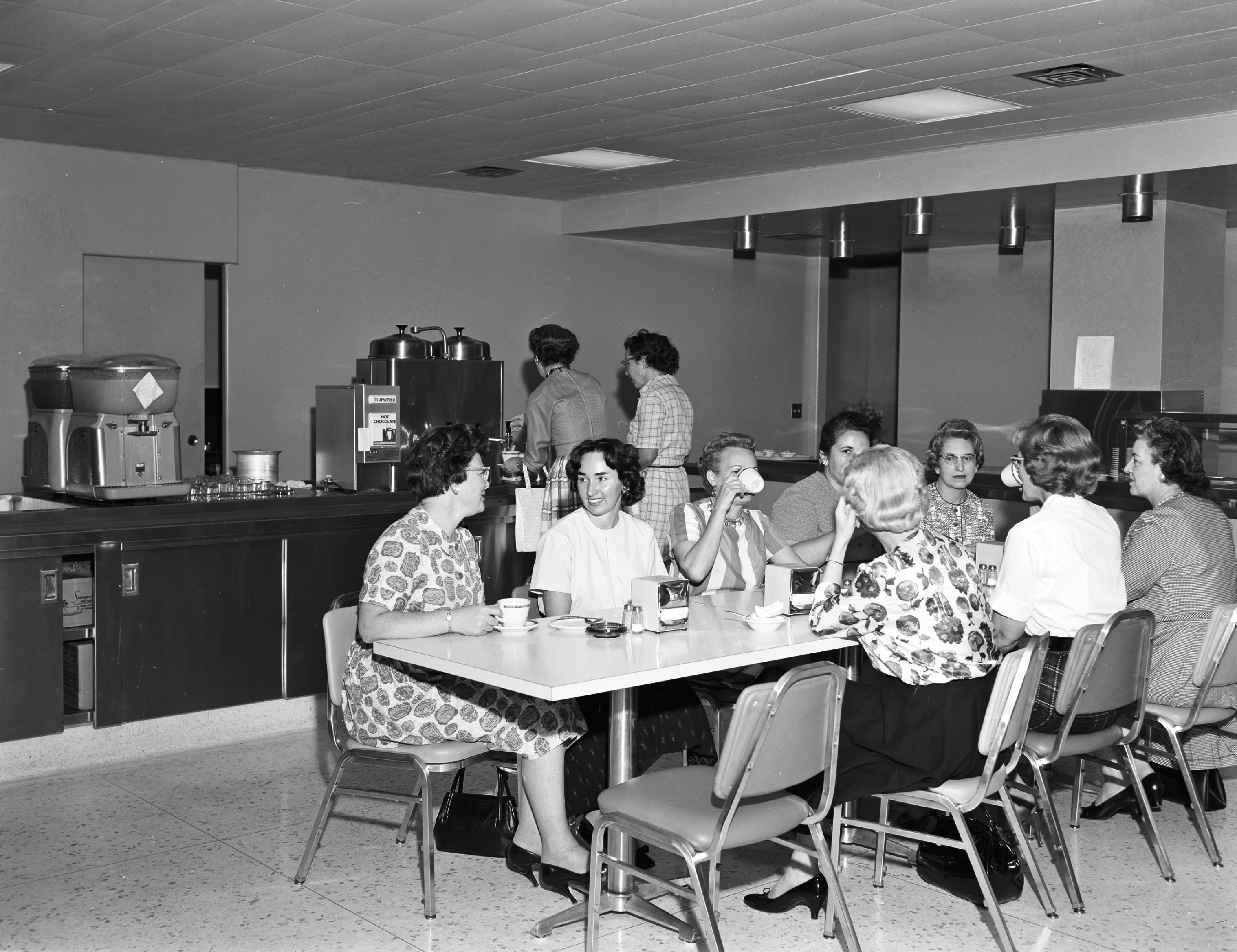
کارمندان شهرداری سیاتل در دهه ۱۹۶۰ در حال استراحت برای قهوه هستند

استراحت قهوه در ایالات متحده و جاهای دیگر، یک دوره استراحت کوتاه در اواسط صبح است که به کارمندان در تجارت و صنعت اعطا می‌شود، که مطابق با اصطلاحات مشترک المنافع، "میان وعده صبح"، "استراحت سیگار" (در استرالیا)، "چای صبحگاهی"، "استراحت چای" است. "، یا حتی فقط "چای" نامیده می‌شود. به‌علاوه استراحت قهوه عصرگاهی یا چای بعد از ظهر نیز اغلب وجود دارد.